# Sindrome da tappo di meconio
La sindrome da tappo di meconio è una sindrome del neonato caratterizzata dalla presenza di un'ostruzione intestinale a livello del colon distale causata dal meconio, in assenza certa della diagnosi di fibrosi cistica.

## Epidemiologia
Colpisce prevalentemente i figli di donne con storia di diabete o in trattamento di magnesio per complicanze legate alla gravidanza (gestosi).

## Clinica
I sintomi, presenti fin dai primi giorni di vita sono vomito e difficoltà a defecare, entrambi dovuti all'ostruzione.

## Trattamento
Il trattamento può essere anche chirurgico nei casi più gravi.

## Prognosi
Solitamente si tratta di una patologia benigna, più raramente può essere il sintomo di malattie più gravi come la malattia di Hirschsprung o la fibrosi cistica.